# برونو دوارتي
برونو دوارتي دا سيلفا هو لاعب كرة قدم برازيلي، ولد في 24 مارس 1996 في ساو باولو في البرازيل لعب سابقاً في نادي ضمك. لعب مع جمعية بورتوغيزا الرياضية.

## وصلات خارجية
- برونو دوارتي دا سيلفا على موقع اتحاد أوكرانيا (الإنجليزية)
- برونو دوارتي دا سيلفا على موقع قاعدة بيانات كرة القدم.إي يو (الإنجليزية)
- برونو دوارتي دا سيلفا على موقع Soccerway.com (الإنجليزية)
- برونو دوارتي دا سيلفا على موقع عالم كرة القدم.نت (الإنجليزية)